# Александровка (Читинский район)
Алекса́ндровка — село в Читинском районе Забайкальского края России. Административный центр сельского поселения «Александровское».

## География
Расположено на правом берегу реки Ингоды, выше впадения в неё реки Оленгуй, в 43 км к юго-востоку от Читы.

## Инфраструктура
Средняя общеобразовательная школа, Дом культуры, библиотека, фельдшерско-акушерский пункт. Памятник односельчанам, погибшим на фронтах Великой Отечественной войны.

## Население
| 2010 | 2012  | 2013  | 2014  | 2015  | 2016 | 2017 |
| ---- | ----- | ----- | ----- | ----- | ---- | ---- |
| 997  | ↗1006 | ↘1004 | ↗1013 | ↘1010 | ↘993 | ↗994 |
| 2018 | 2019  | 2020  | 2021  |       |      |      |
| ↘965 | ↘956  | ↘937  | ↗1060 |       |      |      |